# Sarcophaga tibialis
Sarcophaga tibialis är en tvåvingeart som beskrevs av Macquart 1851. Sarcophaga tibialis ingår i släktet Sarcophaga och familjen köttflugor. Inga underarter finns listade i Catalogue of Life.